# Ливзан, Мария Анатольевна
Мария Анатольевна Ливзан (род. 6 декабря 1971, Омск) — российский медик, ректор Омского государственного медицинского университета, доктор медицинских наук, профессор, заведующая кафедрой факультетской терапии и гастроэнтерологии ОмГМУ, руководитель группы «Наука» научно-образовательного медицинского кластера СФО «Сибирский», Главный внештатный специалист-терапевт Минздрава России по Сибирскому федеральному округу, председатель совета ректоров Омской области, член Российского Союза ректоров. Член-корреспондент РАН с 2022 года.

## Биография
Родилась в семье врачей 6 декабря 1971 г. в г. Омск. Окончив с золотой медалью среднюю школу, в 1988 году поступила на лечебный факультет Омского государственного медицинского института, который с отличием окончила в 1994 г. по специальности «лечебное дело». В 1994—1995 гг. обучалась в клинической интернатуре, в 1995—1997 гг. в клинической ординатуре по терапии. С 1997 г. ассистент кафедры внутренних болезней, с 2005 г. заместитель проректора по последипломному образованию ОмГМУ, с 2006 г. одновременно заведующая курсом гастроэнтерологии Центра повышения квалификации и профессиональной переподготовки специалистов, с 2012 г. проректор по НИР, одновременно заведующая кафедрой факультетской терапии и гастроэнтерологии ОмГМУ, в 2018 году избрана ректором ОмГМУ.
Практикующий врач. Имеет сертификаты по терапии (1995), гастроэнтерологии (2001), диетологии (2017). Член президиума Российской гастроэнтерологической ассоциации и профильной комиссии Минздрава России по гастроэнтерологии, лектор Национальной школы гастроэнтерологов и Национального Интернет Общества по внутренним болезням «Интернист», медицинский эксперт Федерального агентства по надзору в сфере здравоохранения по Омской области.
В период обучения в клинической ординатуре подготовила и защитила кандидатскую диссертацию (1997) на тему «Клинико-лабораторная характеристика изменений биоценоза кишечника у лиц с гипофункцией щитовидной железы» по научной специальности 14.01.04 — «внутренние болезни». Доктор медицинских наук (2006): диссертация на тему «Клинико-морфологическая характеристика Нelicobacter pylori ассоциированного хронического гастрита в условиях эрадикационной терапии» по специальностям 14.03.02 — «патологическая анатомия», 14.01.04 — «внутренние болезни». Доцент ВАК (2015), профессор ВАК (2019). Член редакционных коллегий, включённых в перечень ВАК медицинских журналов «Экспериментальная и клиническая гастроэнтерология», «Доказательная гастроэнтерология», «Лечащий врач». С 2016 г. руководитель группы «Наука» научно-образовательного медицинского кластера Сибирского федерального округа «Сибирский».

## Санкции
6 марта 2022 года после вторжения России на Украину подписала письмо в поддержу российской агрессии. С 9 июня 2022 года находится под персональными санкциями Украины за поддержку войны. Также была внесена ФБК в список коррупционеров и разжигателей войны за поддержку нападения на Украину, 16 марта 2022 года форумом свободной России внесена в «Список Путина» и доклад «поджигателей войны» с предложением введения против неё международных санкций.

## Научная деятельность
Область научных интересов: лекарственная терапия в клинике внутренних болезней. Приоритетное научное направление: оптимизации диагностики, лечения и профилактики больных гастроэнтерологическими заболеваниями.

## Научные труды
Автор более 220 научных трудов, в том числе 2 монографий, 15 методических, учебных и учебно-методических пособий. Индекс Хирша 24.

## Награды
- Звание «Отличник здравоохранения» Министерства здравоохранения РФ (2013);
- Благодарность Президента Российской Федерации (1 февраля 2021) — за заслуги в области здравоохранения и многолетнюю добросовестную работу[7];
- Заслуженный работник высшей школы Российской Федерации (14 июня 2023 года)[8].

Региональные награды:
- Медаль имени С. И. Манякина Фонда развития Омской области (2016). [источник не указан 1032 дня];
- Почётная грамота Министерства здравоохранения Омской области (2019);
- Медаль «За заслуги в области здравоохранения» (Омская область, 2020).
- Заслуженный деятель науки Омской области (6 февраля 2025) — за заслуги перед Омской областью в развитии медицинской науки и подготовке высококвалифицированных специалистов для отрасли здравоохранения